# Amused to Death
Amused to Death е концептуален албум, както и третият студиен албум на бившия член на Пинк Флойд, бас китаристът Роджър Уотърс. Издаден е през 1992 г.
Заглавието на албума е прикачено към материал, по който Уотърс работи по време на турнето за Radio K.A.O.S. Това се случва няколко години преди албума да бъде издаден, и не се знае каква част от материала е изменена в промеждутъка.
В книгата на Нийл Постман The End of Education („Краят на образованието“), той прави следната бележка за албума: „[...] Роджър Уотърс, някога главния певец на Пинк Флойд, беше достатъчно вдъхновен от една от моя книга, която го подтикна да създаде компактдиск с името Amused to Death. Този факт толкова възнесе престижа ми сред студентите в бакалавърските програми, че въобще не съм в положение да отрека него или неговия тип музика.“
Уотърс заявява в интервю с Роклайн на 8 февруари 1993 г., че иска да използва семпли от ХАЛ 9000 от 2001: Космическа одисея. Стенли Кубрик, режисьорът, отказва на основание, че ще отвори вратата за много други музиканти, използващи звуковия семпъл. Други считат, че Кубрик е отказал, тъй като Пинк Флойд не са му разрешили да използва музиката от Atom Heart Mother в Портокал с часовников механизъм. След това Уотърс използва звука и описва душевно си състояние като превзето и отнесено, когато изпълнява песента на живо (като встъпление, най-вече в турнето си In the Flesh, след смъртта на Кубрик).